# Зацивількі
Зацивількі (пол. Zacywilki) — село в Польщі, у гміні Роґув Бжезінського повіту Лодзинського воєводства.
Населення — 165 осіб (2011).
У 1975-1998 роках село належало до Скерневицького воєводства.

## Демографія
Демографічна структура станом на 31 березня 2011 року:
|          | Загалом | Допрацездатний вік | Працездатний вік | Постпрацездатний вік |
| -------- | ------- | ------------------ | ---------------- | -------------------- |
| Чоловіки | 87      | 18                 | 59               | 10                   |
| Жінки    | 78      | 19                 | 43               | 16                   |
| Разом    | 165     | 37                 | 102              | 26                   |